# Judith Alpi
Pour les articles homonymes, voir Alpi.
Judith Alpi Ghirardi, née le 3 mars 1893 à Santiago et morte le 5 février 1983 dans la même ville, est une peintre chilienne, membre de la Generación del 13 et une activiste de l'art. Après son mariage, son nom complet est Judith Alpi Ghirardi de Holuigue.

## Biographie
Elle est la disciple de Nicanor González Méndez (es), et après avoir intégré l'École de Beaux-Arts, elle est élève de Fernando Álvarez de Sotomayor, Juan Francisco González et Alberto Valenzuela Llanos (es). Rejointe par Elmina Moisan, Ximena Morla Lynch (es), Sara Malvar (es), Dora Puelma (es) et Miriam Sanfuentes, elle est l'une des six premières peintres chiliennes qui exposent ses œuvres entre 1915 et 1916. Elle expose régulièrement aux Salons Officiels de Santiago de 1915 jusqu'en 1949, ainsi qu'en 1967. Spécialisée dans les portraits, elle y recevra plusieurs récompenses comme le Prix du Portrait en 1924 et la Médaille d'or en 1926,.
Elle participe également à d'autres expositions collectives, comme l'Exposition ibéro-américaine de 1929 — où elle reçoit une médaille pour sa peinture Kimono Blanco — et à l'Exposition de Peintures et de Sculptures Chiliennes Contemporaines à Buenos Aires (1953).
En 1918, elle est cofondatrice de la Sociedad Nacional de Bellas Artes (Société nationale des beaux-arts) avec Juan Francisco González et Pedro Reszka Moreau (es). Elle a travaillé également comme professeur d'Arts Plastiques dans un lycée,.